# 히바로어족
히바로어족(Jivaroan, 기타 표기 Hívaro, Jívaro, Jibaro 등) 또는 치참어족(Chicham)은 페루 북부와 에콰도르 동부의 원주민들이 사용하는 소규모의 어족이다. 히바로족으로 분류되는 여러 부족이 사용한다.

## 분류
다음의 4가지 언어가 현전한다.
- 슈아르어(Shuar): 히바로어(Jivaro)라고도 한다. 화자 35,000명.
- 아추아르어(Achuar): 시위아르어(Shiwiar)라고도 한다. 화자 8,000명.
- 아과루나어(Aguaruna): 아와훈어(Awajún)이라고도 한다. 화자 53,400명.
- 왐비사어(Huambisa): 화자 8,000명.

이외에 에콰도르 아마존 지역에서 쓰이던 팔타어(Palta)가 Jijón y Caamaño (1936)에 의해 히바로어족으로 분류되었으나, 팔타어는 식민시대에 이미 사멸하여 알려진 어휘는 단어 몇 개와 지명학적 증거 뿐이며, Kaufman (1994)은 "유사성이 거의 없다"고 간주하였다.

## 계통
가장 가능성이 있는 외부와의 연결은 카와파나어족(Cahuapanan)이며, 이외에 인근의 고립어 몇 개를 더 포함하여 확대 히바로어족(Macro-Jibaro)이 성립한다는 가설이 있다. 일부 학자는 '히바로-카와파나'라는 용어를 사용한다. 또한 모리스 스와데시나 Kaufman (2007) 등은 여기에 우라리나어, 푸엘체어, 와르페어 등을 연관짓는 더 넓은 확대 안데스어족을 제시한다. Jolkesky (2016)는 주변 언어와의 어휘 유사성을 지적하며, 이것이 치참어가 더 하류의 아마존 중부에서 기원했을 가능성을 암시한다고 보았다.

## 같이 보기
- 히바로족